# Малик-Девесил
Ма́лик-Девеси́л (болг. Малък Девесил) — село в Кирджалійській області Болгарії. Входить до складу общини Крумовград.

## Населення
За даними перепису населення 2011 року у селі проживали 357 осіб, з них 25 осіб (92,6%) — болгари.
Розподіл населення за віком у 2011 році:
Динаміка населення: